# قائمة التراث الثقافي غير المادي في العراق

قائمة التراث الثقافي غير المادي في العراق.

## القائمة
|   | الصورة | الاسم                                                                               | النوع         | الرقم | سنة التسجيل | ملاحظات |
| - | ------ | ----------------------------------------------------------------------------------- | ------------- | ----- | ----------- | --- |
| 1 |        | المقام العراقي                                                                      | ثقافي لا مادي | 00076 | 2008        | يضم المقام، المعروف على نطاق واسع بأنه التقليد الموسيقي الكلاسيكي السائد في العراق، مجموعة واسعة من الأغاني المصحوبة بالآلات التقليدية. علاوة على ذلك، يوفر هذا النوع الشعبي ثروة من المعلومات حول التاريخ الموسيقي للمنطقة والتأثيرات العربية التي سيطرت على مر القرون. يرتبط المقام العراقي ارتباطاً وثيقاً، من حيث البنية والآلات، بعائلة الأشكال الموسيقية التقليدية التي تُمارس في إيران وأذربيجان وأوزبكستان. يضم المقام العراقي العديد من الأنواع والأنماط اللحنية الأساسية. يتميز بمقاطع صوتية ارتجالية تستخدم أحيانًا المرافقة المترية وغالبًا ما تؤدي إلى مجموعة متنوعة من الأغاني الموسيقية. يؤدي الارتجال الماهر للمغني الرئيسي (قارئ) إلى خلق تفاعل معقد مع الأوركسترا (تشالغي) الذي يوفر المرافقة طوال الأداء. تشمل الأدوات النموذجية اللوح السنطوري، والكمان ذو الأربعة أوتار (الجوزة)، والطبل اليدوي منخفض الطبقة (الدمبك) والدف الصغير (الدف). تقام عروض المقام بشكل عام في التجمعات الخاصة وفي المقاهي والمسارح. بفضل مخزونه المتجذر في الشعر العربي الكلاسيكي والعامي، يحظى المقام باحترام كبير من قبل الموسيقيين والعلماء، ولكن أيضًا من قبل السكان العراقيين بشكل عام. |
| 2 |        | عيد الخضر الياس والممارسات المرتبطة به                                              | ثقافي لا مادي | 01159 | 2016        | في شهر فبراير من كل عام، تقوم المجتمعات في العراق بتكريم الخضر، وهو شخصية مقدسة، وفقًا للمعتقدات القديمة، تمنح المصلين أمنياتهم وخاصة المحتاجين. وفي شمال العراق، خلال الأيام الثلاثة الأخيرة من الشهر، تتجمع العائلات على تلة يُعتقد أنها تضم مقام الخضر. يرتدون الملابس التقليدية ويستمتعون بأطباق مُعدة خصيصًا ويؤدون رقصة شعبية تسمى الدبكة. في وسط العراق، يجتمع أفراد المجتمع على ضفة نهر دجلة، حيث يعتقدون أنه ملاذ الخضر. يقومون بتوصيل السكر والملح والحناء والحلويات وأوراق الياس، وفي الليل يرسلون شموعًا مضاءة على الخشب على طول النهر، ويقطعون الوعود لتحقيق رغباتهم. إذا انطفأت الشموع قبل أن تصل إلى الجانب الآخر، يقال أن الأمنيات قد تحققت. وفي جنوب العراق يتم جلب أوراق الياس أيضاً ولكن يتم إشعال شمعة واحدة فقط. إذا انطفأت الشمعة قبل أن تصل إلى الجانب الآخر، يتم تشجيع المؤمنين على التبرع للفقراء يوم الجمعة حتى تتحقق رغباتهم. تتعلم الأجيال الشابة عن هذه الممارسة من أفراد الأسرة الأكبر سنا وفي المدرسة. |
| 3 |        | عيد نوروز                                                                           | ثقافي لا مادي | 01161 | 2016        | يصادف يوم 21 مارس بداية العام في أفغانستان وأذربيجان والهند وإيران والعراق وكازاخستان وقيرغيزستان وباكستان وطاجيكستان وتركيا وتركمانستان وأوزبكستان. يشار إليه بأسم نوروز بمعنى "يوم جديد" عندما تقام مجموعة متنوعة من الطقوس والاحتفالات والفعاليات الثقافية الأخرى لمدة أسبوعين تقريبًا. من التقاليد المهمة التي تمارس خلال هذا الوقت هو التجمع حول "المائدة"، المزينة بأشياء ترمز إلى النقاء والإشراق والمعيشة والثروة، للاستمتاع بتناول وجبة خاصة مع أحبائهم. ويتم ارتداء الملابس الجديدة وزيارة الأقارب، وخاصة كبار السن والجيران. ويتم تبادل الهدايا، خاصة للأطفال، والتي تتضمن أشياء من صنع الحرفيين. هناك أيضًا عروض للموسيقى والرقص في الشوارع، وطقوس عامة تتضمن الماء والنار، ورياضات تقليدية وصناعة الحرف اليدوية. وتدعم هذه الممارسات التنوع الثقافي والتسامح وتساهم في بناء التضامن والسلام المجتمعي. وتنتقل من الأجيال الأكبر سنا إلى الأجيال الشابة من خلال الملاحظة والمشاركة. |
| 4 |        | توفير الخدمات والضيافة خلال زيارة الأربعين                                          | ثقافي لا مادي | 01474 | 2019        | إن تقديم الخدمات والضيافة خلال زيارة الأربعين هو ممارسة اجتماعية يتم إجراؤها في المناطق الوسطى والجنوبية من العراق، حيث تتلاقى مواكب الزوار والحجاج نحو مدينة كربلاء المقدسة. يعد هذا التقليد - وهو ممارسة اجتماعية ذات جذور عميقة في تقاليد الضيافة العراقية والعربية - عرضًا هائلاً للأعمال الخيرية من خلال العمل التطوعي والتعبئة الاجتماعية ويعتبر عنصرًا محددًا للهوية الثقافية للعراق. في كل عام، في حوالي العشرين من شهر صفر الإسلامي، تستقبل محافظة كربلاء العراقية ملايين الزوار في واحدة من أكثر رحلات الحج الدينية اكتظاظًا بالسكان في العالم. الزوار القادمون من مناطق مختلفة في العراق وخارجه، يسيرون إلى مرقد الإمام الحسين المقدس. يساهم عدد كبير من الأشخاص بوقتهم ومواردهم في تقديم خدمات مجانية للحجاج على طول الطريق. ابتداءً من أسبوعين على الأقل قبل تاريخ الأربعين، تقوم الجمعيات بإنشاء مرافق مؤقتة أو إعادة فتح مرافق أكثر دائمة على طول طرق الحج، بما في ذلك قاعات الصلاة ودور الضيافة وأكشاك تقديم الخدمات المختلفة. يفتح العديد من الأشخاص أيضًا منازلهم للحصول على إقامة مجانية طوال الليل. يشمل حاملو هذه الحملة والممارسون الطهاة، والعائلات التي تقدم الضيافة، وإدارة الحرمين الشريفين في كربلاء، والمرشدين المتطوعين، والفرق الطبية التطوعية، والمحسنين الذين يساهمون بتبرعات سخية. |
| 5 |        | الخط العربي: المعارف والمهارات والممارسات                                           | ثقافي لا مادي | 01718 | 2021        | الخط العربي هو الممارسة الفنية لكتابة النص العربي بخط اليد بطريقة سلسة لنقل الانسجام والجمال. تستخدم هذه الممارسة، التي يمكن تناقلها عبر التعليم الرسمي وغير الرسمي، الحروف الأبجدية العربية الثمانية والعشرين المكتوبة بخط متصل من اليمين إلى اليسار. كان الهدف منه في الأصل جعل الكتابة واضحة ومقروءة، ثم أصبح تدريجيًا فنًا عربيًا إسلاميًا للأعمال التقليدية والحديثة. توفر سيولة النص العربي إمكانيات لا حصر لها، حتى داخل كلمة واحدة، حيث يمكن تمديد الحروف وتحويلها بطرق عديدة لإنشاء أشكال مختلفة. تستخدم التقنيات التقليدية مواد طبيعية، مثل القصب وسيقان الخيزران لصناعة القلم أو أداة الكتابة. ويستخدم في صناعة الحبر خليط من العسل والسخام الأسود والزعفران، ويتم تصنيع الورق يدوياً ومعالجته بالنشا وبياض البيض والشبة. يستخدم الخط الحديث عادةً أقلام التحديد والطلاء الاصطناعي، ويستخدم طلاء الرش للكتابة على الجدران واللافتات والمباني. يستخدم الحرفيون والمصممون أيضًا الخط العربي للتحسين الفني، مثل نحت الرخام والخشب والتطريز والنقش المعدني. ينتشر الخط العربي في الدول العربية وغير العربية ويمارسه الرجال والنساء من جميع الأعمار. وتنتقل المهارات بشكل غير رسمي أو من خلال المدارس الرسمية أو التلمذة الصناعية.                                                                            |
| 6 |        | المهارات والفنون الحرفية التقليدية لصناعة الناعور                                   | ثقافي لا مادي | 01694 | 2021        | الناعور هو عجلة خشبية تدور حول محورها. ويستخدم على مجاري نهر الفرات في العراق، حيث يكون منسوب المياه فيه أقل من الحقول المجاورة. ومن أجل رفع مياه النهر إلى الحقول، ابتكرت المجتمعات عجلة الناعور. تتكون العجلة من أربعة وعشرين عموداً من العصي الخشبية وأربعة وعشرين إبريقاً من الطين متصلة بالمحيط الخارجي بحبال من سعف النخيل. ويتراوح قطر العجلة ما بين ثمانية إلى اثني عشر متراً، وهي مثبتة عمودياً بين قاعدتين حجريتين على مجاري النهر. وبما أن التيار يتسبب في دوران العجلة، فإن الأباريق تجمع الماء من النهر، وتحمل الماء إلى أعلى العجلة، وتصبه في المجاري المائية المؤدية إلى الحقول. ويتميز يوم جبل الناعور باحتفالات تشمل عروض شعرية تقليدية وغناء ورقص. وفي الآونة الأخيرة، تم استخدام الطاقة التي تنتجها عجلة الناعور أيضًا في توليد الكهرباء وتشغيل طواحين المياه المستخدمة لطحن الحبوب للحصول على الدقيق. ويعتبر الناعور مصدر رزق للكثيرين، بما في ذلك النجارين الحرفيين وصانعي الفخار والبنائين المشاركين في بنائه. |
| 7 |        | نخيل التمر، المعرفة والمهارات والتقاليد والممارسات                                  | ثقافي لا مادي | 01902 | 2022        | يوجد نخيل التمر عادةً في الصحاري والمناخات الجافة والمعتدلة، وهو نبات دائم الخضرة له جذور تخترق الأرض بعمق بحثًا عن الرطوبة. تنمو أشجار النخيل في الواحات في المناطق الصحراوية ذات مستويات المياه المناسبة للري. لعدة قرون، ارتبط العديد من السكان بشجرة النخيل، مما ساعدهم في بناء حضاراتهم في المناطق القاحلة. إن العلاقة التاريخية القديمة بين المنطقة العربية والنخيل مكنت من تكوين تراث ثقافي غني تم تناقله عبر الأجيال. واليوم، لا تزال المجتمعات والمجموعات والأفراد في المناطق التي انتشرت فيها نخيل التمر تحافظ على الممارسات والمعارف والمهارات ذات الصلة. وتشمل هذه رعاية وزراعة شجرة النخيل واستخدام أجزائها (الأوراق والسعف والألياف) في الحرف التقليدية والطقوس الاجتماعية. ويُشار إلى نخل التمر أيضًا في الشعر والأغاني وغيرها. وقد ارتبطت بالمنطقة منذ قرون، حيث تشكل مصدراً أساسياً للتغذية بالإضافة إلى الحرف والمهن والتقاليد المرتبطة بها. نظرًا لأهميته الطويلة الأمد، يحظى نخيل التمر بدعم واسع النطاق من قبل المجتمعات المحلية والوكالات الحكومية المختلفة، مما يؤدي إلى توسع ملحوظ في زراعته وزيادة القوى العاملة في مجال التصنيع الإقليمي. |
| 8 |        | الفنون والمهارات والممارسات المرتبطة بحرفة النقش على المعادن (الذهب والفضة والنحاس) | ثقافي لا مادي | 01951 | 2023        | يعد النقش على المعادن مثل الذهب والفضة والنحاس ممارسة عمرها قرون تتضمن قطع الكلمات أو الرموز أو الأنماط يدويًا على أسطح الأشياء الزخرفية أو النفعية أو الدينية أو الاحتفالية. يستخدم الحرفي أدوات مختلفة لقص الرموز والأسماء وآيات القرآن والصلوات والأنماط الهندسية يدويًا في الأشياء. يمكن أن تكون النقوش مقعرة (غائرة) أو محدبة (مرتفعة)، أو نتيجة مزيج من أنواع مختلفة من المعادن، مثل الذهب والفضة. وتختلف معانيها ووظائفها الاجتماعية والرمزية باختلاف المجتمعات المعنية. غالبًا ما يتم تقديم الأشياء المنقوشة، مثل المجوهرات أو الأدوات المنزلية، كهدايا تقليدية لحفلات الزفاف أو استخدامها في الطقوس الدينية والطب البديل. على سبيل المثال، يُعتقد أن أنواعًا معينة من المعادن لها خصائص علاجية. ينتقل النقش على المعادن داخل العائلات، من خلال الملاحظة والممارسة العملية. ويتم نقله أيضًا من خلال ورش العمل التي تنظمها مراكز التدريب والمنظمات والجامعات وغيرها. تساهم المنشورات والفعاليات الثقافية ووسائل التواصل الاجتماعي أيضًا في نقل المعرفة والمهارات ذات الصلة. يعد نقش المعادن واستخدام الأشياء المنقوشة، التي يمارسها الأشخاص من جميع الأعمار والأجناس، وسيلة للتعبير عن الهوية الثقافية والدينية والجغرافية والوضع الاجتماعي والاقتصادي للمجتمعات المعنية.                                    |
| 9 |        | المهارات والفنون الحرفية التقليدية لبناء المضيف                                     | ثقافي لا مادي | 01950 | 2023        | المضيف عبارة عن مبنى كبير مقوس مصنوع من القصب والبردي وكلاهما ينمو بشكل طبيعي في أهوار جنوب العراق. ويعد المبنى بمثابة مكان تجمع حيث يمكن لأفراد المجتمع تبادل ومعالجة النزاعات وتبادل الخبرات وسرد القصص وممارسة الأنشطة الثقافية والطقوس الاجتماعية مثل حفلات الزفاف والختان والاحتفالات الدينية والاحتفالات الوطنية. ويُنظر إلى المضيف أيضًا على أنه مساحة لنقل المعرفة التقليدية والقيم والمهارات اليدوية والأعراف والعادات إلى الأطفال والشباب. وهو مكان لاستقبال الزوار والضيوف من داخل العراق وخارجه. يتم بناء الهياكل من قبل عمال ماهرين ويديرها شيوخ القبائل، لكن المجتمع بأكمله يلعب دوراً في إنشاء وصيانة المساحة، مثل جمع القصب ونسج الحصير والبسط التي تستخدم كمراتب داخل المبنى. وتنتقل العادات التقليدية والمهارات اليدوية المتعلقة ببناء المضيف بشكل غير رسمي من خلال الممارسة العملية والمشاركة في الأنشطة الثقافية. وتنتقل هذه الممارسة أيضًا من خلال القصص والأساطير، وكذلك من خلال المنشورات ووسائل الإعلام. علاوة على ذلك، تنظم بعض المنظمات غير الحكومية ورش عمل وأنشطة في المضيف لرفع مستوى الوعي حول أهميتها بين المجتمعات المعنية. |